# Crocus autranii
Crocus autranii es una especie de planta fanerógama del género Crocus perteneciente a la familia de las Iridaceae. Es originaria de Abjasia

## Descripción
Crocus autranii es uno de los más raros y más buscados azafranes de otoño que crecen en muy pocas colecciones. En la naturaleza se encuentra sólo en un desfiladero de Abjasia  en el Cáucaso, así que no hay posibilidades para recoger el material adicional en el medio silvestre. Tiene flores de color violeta brillante con una gran base de blanco y prolongados pétalos.

## Taxonomía
Crocus autranii fue descrita por Nicholas Mikhailovic Albov y publicado en Bull. Herb. Boissier 1: 242 1893.
Etimología
Crocus: nombre genérico que deriva de la palabra griega:
κρόκος ( krokos ). Esta, a su vez, es probablemente una palabra tomada de una lengua semítica, relacionada con el hebreo כרכום karkom, arameo ܟܟܘܪܟܟܡܡܐ kurkama y árabe كركم kurkum, lo que significa " azafrán "( Crocus sativus ), "azafrán amarillo" o la cúrcuma (ver Curcuma). La palabra en última instancia se remonta al sánscrito kunkumam (कुङ्कुमं) para "azafrán" a menos que sea en sí mismo descendiente de la palabra semita.
autranii: epíteto